# Колотніцький Юрій Анастасійович
Юрій Анастасійович Колотніцький (нар. 6 квітня 1944, село Коритня, нині Уманського району, Черкаської області) — український діяч, начальник Київського обласного дорожньо-мостового ремонтно-будівельного управління (ШРБУ), Заслужений працівник сфери послуг України, Ліквідатор наслідків аварії на Чорнобильській АЕС.

## Біографія
Народився у вчительській родині. Навчався у сільській школі. У 1959 році разом з батьками переїхав до Білої Церкви, де закінчив середню освіту.
У 1961—1962 рр. працював на заводі імені 1-го Травня м. Біла Церква. Освоїв професії слюсаря, зварювальника та токаря.
У 1962 році вступив до Київського автомобільно-дорожнього інституту на факультет дорожнього будівництва.
У 1963—1965 рр. – служба в армії, служив командиром станції розвідки і цілевказання. 
У 1965—1970 рр. продовжив навчання в інституті, здобув вищу освіту. Після закінчення інституту переведений працювати до Київського обласного дорожньо-мостового ремонтно-будівельного управління (ШРБУ) у м. Біла Церква.
З 1970 по 1977 роки обіймав посади майстра, виконроба, головного інженера.
У 1977 році призначений начальником Київського обласного дорожньо-мостового ремонтно-будівельного управління, де пропрацював до 2005 року. Під його керівництвом побудовано та відремонтовано безліч доріг Київської області, виконано будівництва парків, пам’ятних площ та інших об’єктів інфраструктури м. Білої Церкви, Білоцерківського району та Київської області.
У 1986 році брав участь в ліквідації аварії на Чорнобильській АЕС, отримав II групу інвалідності. Нагороджений почесними відзнаками ліквідатора аварії на ЧАЕС.
З 2005 по 2009 роки працював в приватній компанії, згодом керівником інженерної групи на ДП «Укрдержбудекспертиза» у м. Біла Церква та Київській області.
З 2009 року на пенсії, проживає у селі Шкарівка, інвалід Чорнобиля.

## Заслуги та нагороди
- Заслужений працівник сфери послуг України[2]
- член Золотого фонду м. Біла Церква[3], відзнака міського голови м. Біла Церква
- Почесна грамота Президії Верховної Ради УРСР
- Ветеран праці
- депутат  Білоцерківської міської ради п'яти скликань
- Ордени "За героїзм та мужність", "За мужність" (Чорнобиль), "За заслуги" (Чорнобиль), медалі "Учасник ліквідації наслідків аварії на ЧАЕС", "Герой-рятівник", "Гуманність та милосердя", "У пам'ять 1500-річчя Києва",  "20 років перемоги у Великій Вітчизняній війні 1941—1945 рр.", лауреат премії профспілки працівників ЖКГ, місцевої промисловості, побутового обслуговування населення
- директор ФК "Комунальник" (Біла Церква).